# Gibellula brunnea
Gibellula brunnea är en svampart som beskrevs av Samson & H.C. Evans 1992. Gibellula brunnea ingår i släktet Gibellula och familjen Cordycipitaceae.   Inga underarter finns listade i Catalogue of Life.